# DK King of Swing
DK: King of Swing is een puzzelspel voor de Game Boy Advance. De game werd op 4 februari 2005 in Europa uitgebracht en wordt herkend als de officiële voorganger van Donkey Kong: Jungle Climber.
Lijst van Donkey Kong-spellen